# Château de Montcoquier
Le château de Montcoquier ou Moncoquier ou encore Montcoquet est situé à Monétay-sur-Allier, en France.

## Localisation
Les ruines du château se trouvent sur le territoire de la commune  de Monétay-sur-Allier, à l'ouest du bourg entre la D 2009 et la D 34 menant à Bresnay, sur une petite butte calcaire dominant le vallon du ruisseau des Parsières (ou des Salles, du nom d'une ferme située en amont), dans le département de l'Allier, en région Auvergne-Rhône-Alpes.

## Description
Le château, dont la majeure partie est en ruines, comporte un donjon roman bien préservé, une enceinte romane et des bâtiments d'habitation. Le donjon mesure 8 m x 8 m, avec des murs épais de 1,90 m, il contient deux salles voûtées superposées, desservies par un étroit escalier de pierre logé dans la muraille, la salle supérieure possède une cheminée, des latrines, et une alcôve. Le donjon est couvert par une terrasse inclinée vers le sud.
Il a été en partie restauré depuis 1996.

## Historique
La famille qui a possédé le plus longtemps ce château est la famille du Colombier (issue des Beaujeu, selon Moréri ?). En 1366, Jean du Colombier est dit seigneur de Montcoquier, qui lui est venu de son mariage avec Isabelle de Montfan. Le château reste dans cette famille jusqu'au début du XVIIe siècle.